# El príncipe de madera
El príncipe de madera (A fából faragott királyfi en Húngaro) Op. 13, Sz. 60 es un ballet en un acto compuesto por Béla Bartók entre 1914 y 1916 (orquestado entre 1916-1917) sobre una historia de Béla Balázs. Fue estrenado en la Ópera de Budapest el 12 de mayo de 1917 bajo la batuta de Egisto Tango, y fue el primer éxito público de Bartók.

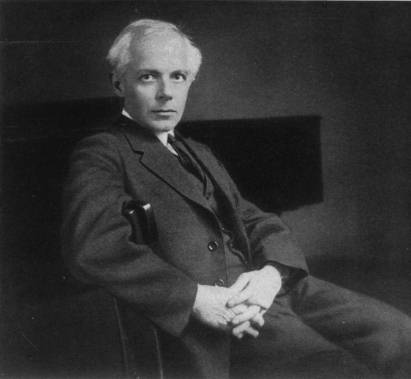
Béla Bartók

## Historia
Bartok tenía 34-35 años cuando compuso el ballet “El príncipe de madera”. Para entonces ya tenía terminadas casi dos docenas de obras, entre las cuales se encuentran el primer concierto para violín, El castillo de Barbazul, y el Allegro barbaro. Sin embargo, nadie parecía interesado en ellas. En la autobiografía de Bartok, nos dice que había abandonado completamente la vida musical pública en 1912. En su búsqueda por música original, había vuelto la cabeza hacia los pastores de su Hungría natal para escribir y grabar sus canciones y bailes; más tarde, extendió sus viajes de investigación a los países vecinos de Eslovaquia y Rumania. Si la guerra no hubiera estallado poco después del comienzo de un viaje a Arabia, seguramente habría podido hacer un viaje más largo.

## El libreto
Escrito por Balázs, pertenece a un nivel artístico diferente, pero su mezcla de misticismo natural y cuento de hadas infantil, moralidad y simbolismo, muestra características relacionadas con la intención musical de Bartók:
"Había una vez una princesa que bailaba alegremente en el bosque. El hada que cuidaba de ella le ordenó que volviera con ella a su castillo, sin embargo, la princesa desobedeció, adentrándose más en el bosque. Al rato llegó a otro castillo, viendo a un príncipe en el umbral de la puerta. El príncipe la vio y cayó perdidamente enamorado de ella. Sin embargo, el hada agarró a la princesa y se la llevó de vuelta a su castillo, donde empezó a hilar en la rueca al lado de la ventana. El príncipe, enamorado, decidió seguirlas para confesarle su amor a la princesa, sin embargo, el hada, con enérgicos movimientos hechizó el bosque, que tomó vida e impedía que el príncipe avanzara. Después una larga lucha, el príncipe cayó exhausto y vencido, tras lo cual el bosque se calmó de nuevo. Una vez se hubo recuperado de su fatiga, volvió a avanzar llegando así al puente que llevaba al castillo de la princesa. Justo cuando iba a cruzarlo, el hada hechizó el río, que se desbordó con grandes olas. El príncipe intentaba abrirse paso entre ellas, pero era inútil. Se dio la vuelta desanimado, y las olas se calmaron. Al ver esto, intentó volver a cruzar, pero una vez más, el río se lo impidió.
Desesperado, tuvo una ingeniosa idea. Cogió un palo y lo vistió con su manto y su corona, incluso cortó uno de sus dorados rizos y lo colocó en el palo. Cuando la princesa vio esto por la ventana, bajó inmediatamente para jugar con ese palo tan adornado. Cuando llegó abajo, el príncipe salió de detrás del palo y extendió sus brazos hacia la princesa. Ésta, sin embargo, retrocedió al ver al joven desvalijado. El hada hizo que el palo cobrara vida. Al ver esto la princesa, empezó a bailar con el príncipe de madera y se fue, dejando al príncipe real triste y abatido. Al caer la noche, el príncipe se durmió, y el hada fue a consolarlo. Hizo que todas las cosas del bosque tomaran vida e hicieran un baile en homenaje al príncipe. Además, le ofreció tres regalos: una melena dorada, un manto y una corona.
A la mañana siguiente, la princesa volvió con el príncipe de madera, que tenía dislocados todos los miembros, y tenía la corona, el manto y la peluca colgando torcidos. Ella intentaba seguir bailando, enojada, pero el príncipe de madera seguía rompiéndose con cada intento, haciendo del baile algo más patético. Finalmente, la princesa vio al príncipe y se acercó a él, pero éste la rechazó despechado y entró en el bosque hacia su castillo. La princesa, desesperada, le siguió pero el bosque le impidió continuar. Intentó luchar contra él pero fue imposible y tuvo que darse la vuelta. En el camino, tropezó y cayó al suelo. Entonces empezó a llorar, tapándose la cara con las manos. Enfadada, tiró su corona y su manto, e incluso se cortó el pelo. Al oírla llorar, el príncipe se volvió y se acercó a ella. Ella le dio la espalda avergonzada por su aspecto, pero el príncipe la abrazó. Y mientras estaban abrazados en mitad del bosque, todas las cosas tomaron poco a poco su forma y posición originales."
El tema subyacente del príncipe y la princesa que no pueden encontrarse el uno al otro es recurrente en los cuentos infantiles de Occidente. Balázs le da un giro positivo, pero lo intensifica añadiéndole el motivo del sacrificio por amor y, como tema principal, la victoria del amor sobre la apariencia externa. El príncipe debe vencer los poderes hostiles del bosque para acercarse al objeto de sus deseos; sin embargo, no supera el arroyo desbordado, el agua profunda que le impide continuar, después de haber pasado las demás pruebas. En una escena paralela posterior, la princesa sucumbe al poder demoníaco de la naturaleza, cuyas características tanto buenas como malas son personificadas por un hada. Esa misma hada le da vida al palo que el príncipe había vestido con capa y corona para atraer la atención de su amada, introduciendo así el dramático conflicto entre realidad y apariencia. El príncipe y la princesa, que experimentan ese conflicto en sus propios sentimientos, lo resuelven gracias a la virtud de sus corazones puros, tomándose el uno al otro sin reservas: dos seres humanos despojados de todos los atributos de voluptuosidad exterior. La música de Bartók compensa los elementos naif del libreto, a pesar de que no niega la esencia infantil del mismo.

## Instrumentación
Ésta es posiblemente la obra en la que Bartók utiliza una orquesta más grande:
- Viento madera: 4 flautas (3.ª y 4.ª también tocan flautines), 4 oboes (3.º y 4.º también tocan cornos ingleses), 4 clarinetes (3.º también toca clarinete en mi bemol y 4.º también toca clarinete bajo), 4 fagotes (3.º y 4.º también tocan contrafagotes), saxofón alto y saxofón tenor (también toca saxofón barítono).
- Viento metal: 4 trompas, 4 trompetas, 2 cornetas, 3 trombones y 1 tuba.
- Percusión: Glockenspiel, xilófono, triángulo, castañuelas, platillos, caja, bombo y tam-tam.
- Teclados: Celesta a cuatro manos.
- Cuerdas: 16 violines primeros y 16 violines segundos, 12 violas, 10 cellos, 8 contrabajos y 2 arpas.

## Estilo
El resultado de la investigación intensiva de Bartók sobre las bases de la música popular, que fue decisiva para su devenir artístico y que apuntó la dirección de una etapa de la evolución musical europea, ya está presente en “El príncipe de madera” en un alto grado de sublimación artística. La influencia del folclore (especialmente el Magyar) en la obra se encuentra en los componentes básicos: en la sustancia y constitución de los materiales musicales, como el tratamiento modal y pentatónico de la escritura melódica, y en elementos específicos de la historia. La forma y el contenido son producto de la imaginación, una imaginación que en cualquier caso sigue contenida por las reglas tradicionales, ya que la música se encuadra en la tradición de la música teatral Romántica; y la proximidad de Richard Wagner es todavía perceptible, especialmente en las construcciones triádicas que invocan la naturaleza misteriosa en el preludio y el postludio, o en las voces fluctuantes y fantasmagóricas del bosque y el agua. Además, la fuerza instrumental empleada sigue la estela de Wagner. En lo que a la forma se refiere, con la técnica de variación desarrollada que prevalece a lo largo de toda la obra, Bartók sigue más la estela de Johannes Brahms. Las fuerzas heterogéneas que utiliza se mantienen en equilibrio sólo gracias a la estricta disciplina con la que aplica su concepción estilística.
En la estructura armónica y la orquestación, que subordina al principio de variación, deja atrás la tradición. Acumulaciones de triotonos, con su tensión innata, concentraciones de segundas y séptimas, y acentos cortantes en los vientos acercan la obra más al estilo de Schoenberg que al de Stravinsky. No obstante, el ballet Petrushka de este último pudo haber influenciado a Bartók.

## Estructura
La versión escénica de El príncipe de madera consiste en una introducción y 7 danzas, conectadas entre sí por pequeñas transiciones. Formalmente, es importante señalar que la sección principal, la danza del príncipe de madera, está colocada hacia la mitad de la obra.
Existe una versión de concierto, una pequeña suite, que tiene sólo tres secciones: Danza del bosque, Danza de las olas y Danza de la princesa con el príncipe de madera. Para esta versión, Bartók compuso un nuevo final. Más tarde, hizo una nueva versión con cinco secciones, reponiendo el preludio y el final. Esta suite se acerca más a la versión original del ballet, con una pequeña diferencia: al igual que en la pequeña suite, la sección principal llega al final, lo que significa que el arco del ballet (con la sección principal en el medio) queda sustituido por una forma en ascenso. 

### Introducción
La obra se abre con una sección que, evocando la obertura de El oro del Rin, nos introduce en una atmósfera mística, en el modo superlidio o modo diatónico de Bartók, caracterizado por el fa sostenido y el si bemol. Entre las notas mantenidas en la cuerda, aparece la melodía principal en las trompas. Esta melodía va pasando por diferentes instrumentos a la vez que la textura orquestal se densifica e intensifica. Aparecen nuevas melodías en varios modos que se van superponiendo hasta llegar a un punto climático. A partir de entonces, la música decae en intensidad y el viento madera, liderado por los clarinetes, nos conduce a la primera danza.

### Primera Danza. Danza de la princesa en el bosque

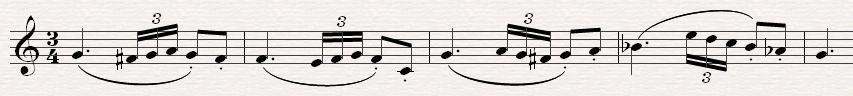
Tema de la princesa.

El clarinete nos presenta una melodía juguetona acompañada por las cuerdas en pizzicato. Después de una variación del tema, aparece el hada, representada por un motivo en los metales. 

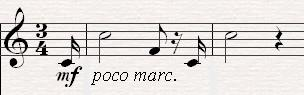
Motivo del hada.

Sin embargo, continúa la melodía cada vez más juguetona, hasta que aparece el príncipe, representado por una solemne melodía en modo mixolidio en las cuerdas graves. Esta melodía va subiendo a los agudos y se va transformando poco a poco en una masa orquestal que culmina en dos acordes en fortissimo que simbolizan el amor del príncipe. Tras un momento de calma que representa la reflexión del príncipe, la música vuelve a agitarse con un motivo recurrente mientras este se decide a ir tras la princesa y el hada hechiza el bosque.

### Segunda Danza. Danza de los árboles

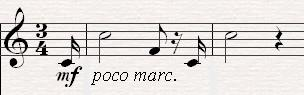
Motivo que representa al hada

El estupor del príncipe al contemplar cómo el bosque cobra vida está magníficamente representado por trémolos y escalas cromáticas en las cuerdas graves. Los vientos entonan una melodía exótica e inquietante que se va desarrollando. Entonces aparecen a la vez dicha melodía y los acordes que representaban el amor del príncipe, evocando la batalla de éste contra el bosque. Finalmente, prevalece la melodía del bosque, vencedor. La música se calma de nuevo, hasta que aparece de nuevo el motivo que representaba el ánimo del príncipe por ir tras la princesa y el motivo del hada en los metales, mientras ésta invoca el río.

### Tercera Danza. Danza de las olas

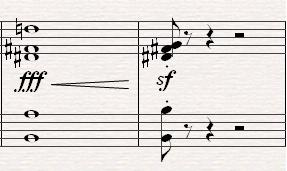
Acordes del amor del príncipe

Mientras la cuerda presenta una melodía solemne y cromática, las arpas y el viento madera hacen arpegios que simbolizan las olas. Cuando el príncipe es vencido, los saxofones cantan una triste melodía en modo dórico. Cuando el príncipe tiene su idea, aparece de nuevo el motivo que representa su ánimo. Esto nos lleva al tema que representa al palo, que culmina con los acordes del amor del príncipe. Entonces se retoma la melodía juguetona de la danza de la princesa. Los acordes del amor suenan varias veces cuando el príncipe recibe a la princesa con los brazos abiertos, pero entonces llega el motivo del hada mientras convierte al palo en el príncipe de madera. Llega entonces una variación de la solemne melodía del príncipe, representando al príncipe de madera. 

### Cuarta Danza. Danza de la princesa con el príncipe de madera
Una marcha grotesca, que llega a puntos culminantes, refuerza la ironía del momento. Es el único momento de la obra en el que no percibimos melodías reconocibles, sino más bien una masa sonora rítmica y con un gran nivel de disonancia debido a la superposición de diferentes modos. Cuando finaliza la marcha, vuelven a aparecer los acordes del amor y el motivo del ánimo, pero esta vez en tempo lento e intervalos descendentes, representando el dolor del príncipe. Con el consuelo del hada, los árboles y las flores comienzan a bailar una danza lenta y pesadumbrosa. Llega de nuevo el príncipe de madera con su característica marcha.

### Quinta Danza. La princesa arrastra y empuja al príncipe de madera obligándolo a bailar
Esta vez, la marcha del príncipe de madera aparece de forma más grotesca aún, los tirones y empujones de la princesa quedan expuestos por los rápidos acentos de la cuerda, el viento y la percusión.

### Sexta Danza. La princesa intenta atraer al príncipe con un baile seductor.
Un vals con una melodía exótica tocada por un violín a solo, acompañada por un característico acorde mayor-menor es la danza que escoge Bartók para representar el deseo de la princesa hacia el príncipe y el intento frustrado de atraerle.

### Séptima Danza. Consternada, la princesa intenta seguir al príncipe, pero el bosque se lo impide
Cuando la princesa intenta seguir al príncipe hacia el bosque, aparece una variación de la Danza de los árboles. Mientras la princesa lucha contra ellos por alcanzar al príncipe, suena una variación del tema de los acordes, que se repite cuando el príncipe la escucha llorando. Vuelve la melodía juguetona cuando ella se avergüenza de su aspecto, pero esta vez con un carácter más melancólico. Mientras se abrazan, vuelven los acordes del amor, más triunfantes que nunca. Finalmente, suena el motivo del hada, haciendo que todo vuelva a su forma original. Aparece un acorde de do mayor con la melodía de la introducción, cerrando la obra.

## Grabaciones

### Discografía
- Orquesta Filarmónica de Nueva York dirigida por Pierre Boulez, CBS (Sony) 1972/1977.
- Orquesta Philharmonia dirigida por Neeme Järvi (CHANDOS)  1991.
- Orquesta Sinfónica de Chicago dirigida por Pierre Boulez, DGG 1993.
- Filarmónica Nacional de Hungría dirigida por Zoltán Kocsis, Hungaroton 2007.
- Orquesta Sinfónica de Bournemouth dirigida por Marin Alsop, Naxos 2008.